# Kottu

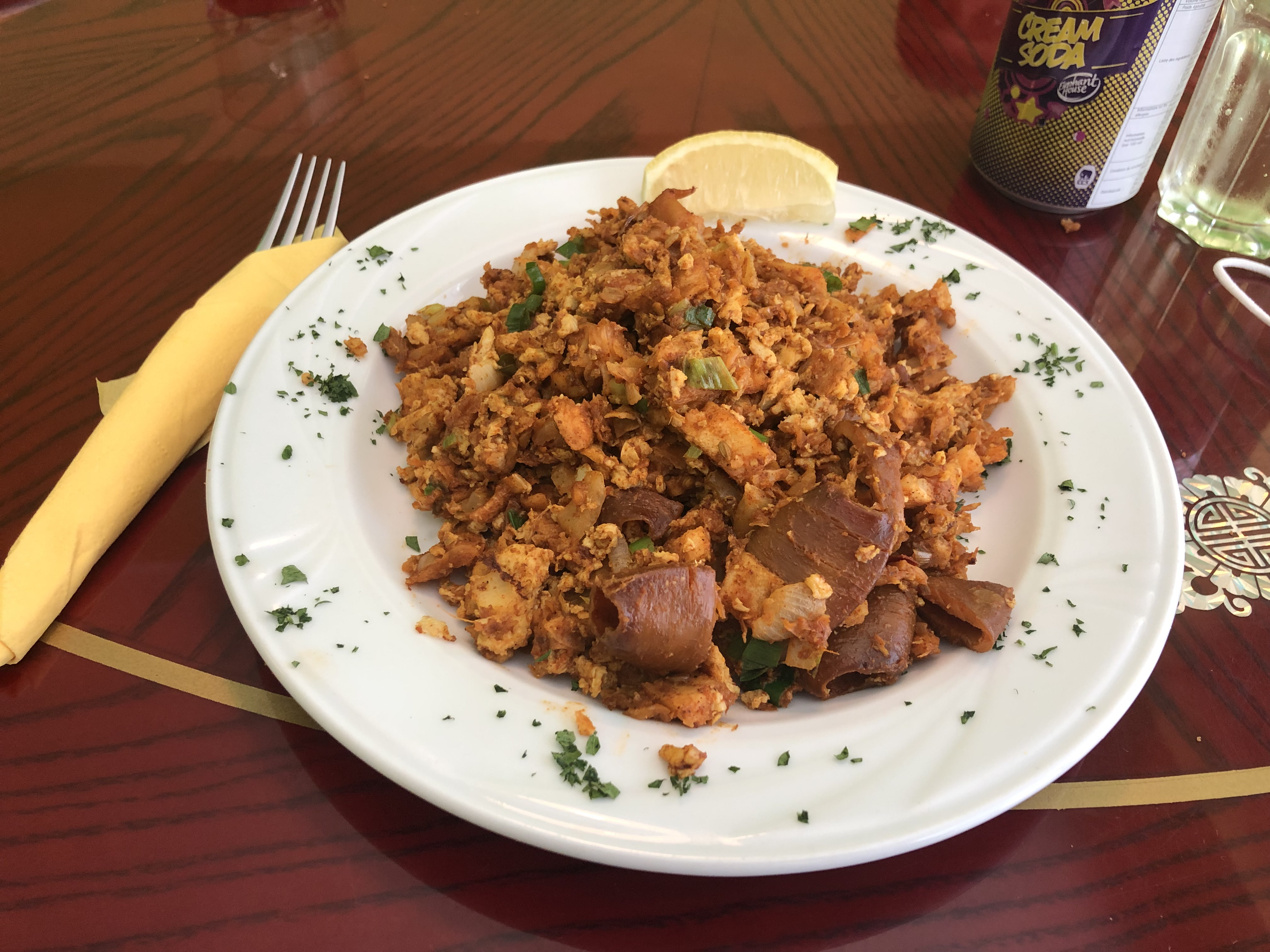

Kottu Roti (கொத்து றொட்டி, tamilisch für gehacktes Roti) ist ein populäres Gericht aus der Küche Sri Lankas beziehungsweise der Tamilen. 
Ein Roti (Godamba Roti) wird dazu in Streifen gehackt, mit Currys oder sonstigem pikant gewürztem, kurzgebratenem Gemüse, Eiern oder Fleischstückchen (oder auch mit Meeresfrüchten) vermischt und heiß serviert.